# Sulzbächle (Kinzig)
Das Sulzbächle ist ein 6 km langer Bach des mittleren Schwarzwalds auf dem Gebiet der Stadt Wolfach im baden-württembergischen Ortenaukreis, der nach einem durchweg südlichen Lauf zwischen den Städten Schiltach und Wolfach von rechts in die mittlere Kinzig mündet.

## Geographie

### Verlauf
Das Sulzbächle entspringt nahe östlich-unterhalb des Staufenkopfs (849,2 m ü. NN) und nahe südwestlich-unterhalb des Spitzkopfes (829,8 m) im Wolfacher Ortsteil Kinzigtal-St. Roman auf etwa 688 m einem kleinen Teich am Klausenhansenhof. Nach kurzem südöstlichen Lauf in mäßigem Gefälle erreicht der Bach die Ortsmitte des Bergdörfleins St. Roman, eines idyllisch von Tannen umgebenen Schwarzwaldortes mit saftigen Hügeln und Bergwiesen. Dort wendet er sich dauerhaft nach Süden und schneidet sich nun steiler ein. Der Wald zieht sich, nachdem der Bach den bald folgenden Gräfenhof passiert hat, lange bis auf den Talgrund herab.
Erst etwas vor dem Wohnplatz Sulzbächle etwa nach zwei Dritteln des Laufs öffnet sich der Talgrund wieder. Am Wohnplatz fließt hier von links der einzige größere Nebenbach Fischbach zu. Noch zweimal stehen Häusergruppen des Wohnplatzes Sulzbächle im bis zuletzt auf dem Grund offen bleibenden Kerbtal, dann mündet das Sulzbächle nach deren Unterquerung und 5,9 km abwärts seines Ursprungs am Haltepunkt St. Roman der Kinzigtalbahn von rechts und Norden auf etwa 302 m in die mittlere Kinzig auf deren westwärts ziehendem Abschnitt zwischen Schiltach und Wolfach.

### Einzugsgebiet
Es umfasst 7,5 km² und erstreckt sich etwa 5,5 km vom Gipfel des Spitzkopfs geradewegs nach Süden bis zur Mündung; quer dazu erreicht es nirgends ganz eine Breite von 2 km. Jenseits der höchsten und kurzen Wasserscheide im Norden – der Gipfel des Staufenkopfs ist der höchste Punkt im Einzugsgebiet – entwässern kurze Bäche zur Wolf, die weit abwärts auch in die Kinzig mündet. Hinter der langen östlichen Scheide läuft der Heubach parallel zur aufwärtigen Kinzig, an die rechte Wasserscheide stoßen dagegen die Einzugsgebiet von Ippichenbach und ganz im Norden auch Langenbach, die zwischen Sulzbächle und Wolf die Kinzig erreichen.

### Zuflüsse
Dem Sulzbächle laufen von beiden Seiten einige weniger als einen Kilometer lange Waldbäche zu, die auf Karten meist namenlos sind. Sein größter Zufluss am Unterlauf an der ersten Siedlungsgruppe des Ortes Sulzbächle ist der Fischbach, der am Unterlauf in offener Flur verläuft. Er ist 1,5 km lang, fließt von links und Nordosten her zu und trägt ein etwa 1,1 km² großes Teileinzugsgebiet bei. Er entsteht zwischen Grafeneck und Ruxenkopf auf etwa 665 m ü. NHN aus dem Zusammenfluss zweier weniger als 0,4 km langer Quelläste und mündet auf etwa 394 m ü. NHN.

## Geschichte
Sulzbächle im unteren Talabschnitt war früher eine württembergische Exklave im fürstenbergischen Gebiet und gehörte damals, ebenso wie der nahe Konradshof, zur Ortschaft Lehengericht. Mit Lehengericht wurde es 1974 nach Schiltach eingemeindet, aber bereit 1979 mit dem Fischbach und dem Konradshof an die Stadt Wolfach abgegeben. Die Bewohner pflegen aber weiterhin die Sitten der Lehengerichter, so trägt man auch hier noch die Lehengerichter Tracht.

## Tourismus
Das Gebiet entlang des Sulzbächle ist wegen der Ortschaft St. Roman mit ihrer Gastronomie und landschaftlichen Schönheit ein gern besuchtes Ferien- und Wochenendausflugsziel. Durch die obere Talschaft und den Ort St. Roman führt der Rundwanderweg Hansjakobweg I.